# Muiños (parroquia)
Muiños (llamada oficialmente San Pedro de Muíños) es una parroquia y un lugar del municipio español de Muiños, en la provincia de Orense, Galicia.

## Organización territorial
La parroquia está formada por cinco entidades de población:
- Mugueimes
- Muíños
- O Agrelo
- O Rañadoiro
- Picós

## Demografía

### Parroquia
| Gráfica de evolución demográfica de Muiños (parroquia) entre 2000 y 2022 |
|                                                                          |
| Datos según el nomenclátor publicado por el INE.                         |

### Lugar
| Gráfica de evolución demográfica de Muíños (lugar) entre 2000 y 2022 |
|                                                                      |
| Datos según el nomenclátor publicado por el INE.                     |